# Perrigny (Jura)
Perrigny – miejscowość i gmina we Francji, w regionie Burgundia-Franche-Comté, w departamencie Jura.
Według danych na rok 1990 gminę zamieszkiwało 1580 osób, a gęstość zaludnienia wynosiła 178 osób/km² (wśród 1786 gmin Franche-Comté Perrigny plasuje się na 100. miejscu pod względem liczby ludności, natomiast pod względem powierzchni na miejscu 504.).